# Minna Popken
Minna Popken (* 29. August 1866 in Bremen; † 13. August 1939 in Zürich) war eine deutsche Ärztin. Bekannt wurde sie durch ihre Arbeit in dem von ihr gegründeten Kurhaus Ländli in der Schweiz, wo sie die medizinische mit der seelsorgerischen Betreuung verband.

## Leben

### Kindheit und Jugend
Minna Popken, geb. Engelbrecht, wurde am 29. August 1866 in der Hansestadt Bremen als älteste von fünf Geschwistern geboren. Ihr Vater führte einen Glasereibetrieb, in dem sie mithalf. Schon als Kind entwickelte sie die Gewohnheit, Gott unter ihrer Bettdecke kniend ihr Herz auszuschütten.
In ihrer Jugend hörte sie in einem Vortrag den Ausspruch von Lessing:

„Wenn Gott in seiner Rechten alle Wahrheit und in seiner Linken den einzigen immer regen Trieb nach Wahrheit, obschon mit dem Zusatze, mich immer und ewig zu irren, verschlossen hielte und spräche zu mir: wähle! Ich fiele ihm mit Demut in seine Linke und sagte: Vater gib! die reine Wahrheit ist ja doch nur für dich allein!“

Dieses Zitat erregte ihren Widerspruch, so dass sie beschloss die Wahrheit zu suchen, bis sie sie gefunden hätte.

### Ehe und Studium
Sie heiratete am 11. September 1886 den 13 Jahre älteren Heinrich Popken. Ihr erstes Kind starb nach einem Jahr und ihr zweites bei der Geburt. Danach führte eine Krankheit zur Unfruchtbarkeit. Mit 25 Jahren geriet sie so in eine Krise, aus der sie sich nur langsam wieder erholte.
Neben dem religiösen beschäftigte sie sich auch mit idealistischem und sozialistischem Gedankengut. Sie begann mit Unterstützung ihres Mannes im November 1898 das Studium der Medizin in Zürich, da dieses Studium für Frauen damals in Deutschland noch nicht möglich war. Hier kam sie auf ihrer Wahrheitssuche auch mit Theosophie und Spiritismus in Berührung.
Die zunehmende Entfremdung zwischen ihrem Mann und ihr führte schließlich im Jahr 1899 zur Scheidung.
Im Jahr 1903 schloss sie ihr Studium ab und reiste nach Berlin, um dort zur Vertiefung ihrer Kenntnisse weitere Kurse bei bekannten Professoren zu besuchen. In diesen Kursen war sie die einzige Frau und fühlte sich dort nicht wie in Zürich als gleichberechtigt anerkannt. Sie verfasste eine Denkschrift zur Reformierung der Geburtshilfe, die sie aber nie veröffentlichte, da ihr von einem Professor Widerstand gegen ihre Pläne angekündigt wurde. Um in Deutschland als niedergelassene Ärztin praktizieren zu dürfen, hätte sie noch verschiedene Prüfungen ablegen müssen. Da sie schon 36 Jahre alt war, schien ihr der erforderliche Aufwand dafür als zu groß. So beschloss sie, wieder zurück in die Schweiz zu reisen.
Den Winter über zog sie sich in den Ort Biberegg zurück, um sich in der Stille mit Gebet, dem Lesen der Bibel und den Schriften der christlichen Mystikerin Madame Guyon auf ihren weiteren Lebensweg vorzubereiten. Nach ihrer eigenen Aussage war zu dieser Zeit Madame Guyon ihre Führerin, bis später der Apostel Paulus ihr zum Lehrer und Führer wurde. Später warnte sie der Prediger Otto Stockmayer davor, sich zu weit auf die Mystiker einzulassen.

## Rothaus
Am 4. März 1904 zog sie in das Rothaus am Ägerisee. Hier lebte sie unter sehr einfachen Verhältnissen und nahm Patienten (hauptsächlich Frauen) zur Kur auf, die sie mit Kneippgüssen, Massagen und gesunder Ernährung behandelte. Wichtiger war es ihr aber, den Patienten auch seelsorgerisch zu helfen. So begann sie mit den Patienten die Bibel zu lesen und diese auszulegen. Dabei benutzte sie keine Bibelkommentare außer gelegentlich die Berleburger Bibel. Alle attraktiven Stellenangebote anderer Ärzte zur Übernahme von Aufgaben in großen Kliniken lehnte sie ab, da sie sich von Gott anders geführt sah. Obwohl sie keinerlei Werbung für sich machte, kamen immer mehr Patienten in den abgelegenen Ort, so dass sie diese in Privatunterkünften im Dorf unterbringen musste. So reifte in ihr der Plan, eine größere Kuranstalt zu gründen. Als sie diesen Plan im Freundeskreis bekannt machte, erhielt sie sofort erhebliche finanzielle Unterstützung. Sie besuchte verschiedene Kuranstalten in Deutschland, um sich Kenntnisse über den modernen Kurbetrieb zu verschaffen.

### Ländli
Im März 1908 unterschrieb sie den Kaufvertrag für das Ländli-Grundstück. Am 8. Januar 1911 eröffnete die „Kuranstalt Ländli“ den Betrieb. Hier setzte sie ihre ärztliche und seelsorgerliche Tätigkeit in größerem Rahmen fort. Als Leiterin der Kuranstalt belastete sie nicht nur die Sorge um die Kranken, sondern auch die andauernd schwierige wirtschaftliche Situation, sowie Anfeindungen auch aus christlichen Kreisen, wegen ihrer ungewöhnlichen Arbeitsmethoden. So verpachtete sie das
„Ländli“ schließlich 1924 an den „Schweizerischen Diakonieverband Mannenbach“, der das Haus drei Jahre später käuflich erwarb.

### Lebensabend
Minna Popken mietete ein Bauernhaus in Schönenberg im Kanton Zürich, in das sie am 5. Mai 1926 einzog. Auch hier nahm sie Erholungsuchende auf, führte aber ihre ärztliche Tätigkeit nicht weiter, sondern beschränkte sich auf das Abhalten von Bibelstunden. Zusätzlich begann sie eine rege Reisetätigkeit, um auch an anderen Orten Bibelstunden oder geistliche Vorträge zu halten. Im Jahr 1929 kaufte sie das von ihr gemietete Haus und gründete die „Stiftung Abendsonne“. Hier schrieb sie auch ihre Autobiographie, deren erster Band „Im Kampf um die Welt des Lichtes“ im Jahre 1938 erschien. In der Nacht zum 12. September 1938 brannte das Haus durch Brandstiftung nieder. Ihre Bibeln und das begonnene Manuskript zum 2. Band ihrer Autobiographie konnten aber gerettet werden. Diesen Band „Unter dem siegenden Licht“ konnte sie im folgenden Jahr fertigstellen und erlebte auch noch das Erscheinen der ersten Auflage, bevor sie am 13. August 1939 starb.

## Behandlungsmethoden
Aus dem Studium der Bibel kam Minna Popken zu dem Schluss, dass der Mensch eine Einheit von Geist, Seele und Leib bildete. Deshalb ging es ihr in ihrer Behandlung immer um den ganzen Menschen und nicht nur um körperliche Heilung. So war die biblische Unterweisung und Seelsorge ein Schwerpunkt ihrer Arbeit, wenn auch niemand verpflichtet wurde, bei den Bibelauslegungen anwesend zu sein. Dabei war es ihr Anliegen, Menschen zum persönlichen Glauben an Jesus Christus als den Erlöser zu führen. Sofern es ihr hilfreich erschien, verwertete sie auch die damals neuen Erkenntnisse der Psychologie und Psychotherapie, um unterbewusste Fehlhaltungen der Patienten bewusst zu machen und zu korrigieren.
Für den Körper verordnete sie Wasseranwendungen, Sonne, frische Luft, Bewegung, diätische Ernährung, sowie Massagen.  Als Arbeitstherapie zog sie die Patienten unter den einfachen Verhältnissen auch zu Haushaltstätigkeiten heran (zum Beispiel das Holen von Wasser aus einem Brunnen), dabei nahm sie keine Rücksicht auf Standesunterschiede.

## Schriftstellerische Tätigkeit
Ihr Hauptwerk bilden die beiden Bände ihrer Autobiographie, die unter dem Obertitel Um Wahrheit und Wirklichkeit erschienen. Dabei gibt sie auch tiefe Einblicke in ihren inneren Werdegang, der von einer Wahrheitssuchenden zu einer gläubigen Christin und schließlich zu einer im Auftrag Gottes und im Dienste des Nächsten tätigen Ärztin reicht. Im zweiten Band Unter dem siegenden Licht schreibt sie auch ausführlich über verschiedene Krankheiten, insbesondere seelische Störungen, sowie über ihre Behandlungsmethoden.

## Werke
- Im Kampf um die Welt des Lichtes: Lebenserinnerungen und Bekenntnisse einer Ärztin. 6. Auflage, Furche Verlag, Berlin 1952; 1. Band ihrer Autobiographie. (Neuauflage: Severus Verlag, Hamburg 2010, ISBN 978-3-942382-39-7).
- Unter dem siegenden Licht: Lebenserinnerungen und Zeugnisse. Furche Verlag, Berlin 1939; 2. Band ihrer Autobiographie.